# Censure (évêque d'Auxerre)
Pour les articles homonymes, voir Censure (homonymie).
Saint Censure, ou Censoire, fut évêque d'Auxerre entre 472 et 502. C'est un bienheureux célébré le 10 juin.

## Biographie
Il aurait possédé le château de Censoir, ou castrum censurii, dans la commune actuelle de Châtel-Censoir, et il semble qu'il en ait fait don au chapitre d'Auxerre.
Saint Sidoine Apollinaire, évêque de Clermont, lui écrit une lettre lui recommandant un diacre qui se réfugie à Auxerre pour fuir les Goths.
Il est en relations avec saint Patient, évêque de Lyon : il demande à ce dernier de faire écrire la vie de saint Germain par Constance, un prêtre de l'église de Lyon et une des meilleures plumes de son siècle. Ce qui est fait - mais Constance ne publie pas son ouvrage, par humilité. Censure relance Patient. Subséquemment, Constance envoie son ouvrage à Censure en lui demandant de ne pas le publier sous son nom à lui, Constance.
Il a été enterré le 10 juin, vers l'an 502, dans l'église de Saint-Germain.

## Sources